# 폴리나 가가리나
폴리나 세르게예브나 가가리나(러시아어: Поли́на Серге́евна Гага́рина, 1987년 3월 27일 ~ )는 러시아의 가수, 배우, 모델이다. 유로비전 송 콘테스트 2015에 러시아 대표로 참가해 최종 2위를 하였다.

## 출연 작품

### 영화
- 2023년 고양이 수비대: 모나리자를 지켜라! - 클레오파트라 역